# Discogs
Discogs (förkortning av engelska discographies, 'diskografier') är en webbplats och en databas med information om musikinspelningar. Discogs huvudkontor ligger i Portland, Oregon, USA. Discogs och dess servrar ägs av Zink Media, Inc.
Databasen omfattar kommersiella skivor, marknadsföringsskivor, vissa bootleginspelningar samt digitala filer. Ursprungligen accepterades bara skivor i genren elektronisk musik, men är nu öppen för alla sorters musik. I januari 2018 fanns 17 000 000 utgåvor registrerade. Webbplatsen har omkring 7 miljoner besökare varje månad.
Hos Discogs finns också möjligheten att sälja inspelningar till fast pris till andra användare, The Discogs Marketplace. Där fanns våren 2020 cirka 54 miljoner listade titlar till salu.
Discogs startades i oktober 2000 (domännamnet var redan registrerat i augusti 2000) av Kevin Lewandowski, som är programmerare, DJ, och musikälskare som en databas över hans privata skivsamling.